# الانبورگ، انتاریو
الانبورگ، انتاریو (به انگلیسی: Allanburg, Ontario) یک منطقهٔ مسکونی در کانادا است که در انتاریو واقع شده‌است.